# Overeys
Overeys (Limburgs: Aoverees) is een buurtschap nabij Eys in de Nederlandse gemeente Gulpen-Wittem, provincie Limburg. De buurtschap ligt in het Eyserbeekdal in het oostelijk deel van het dorp. Aan de noordzijde stroomt de Eyserbeek.
In het noordoosten ligt op de helling het Froweinbos en in het zuiden de Kruisberg.
In de buurtschap staat onder andere kasteel Goedenraad.
Dorpen: Epen · Eys · Gulpen · Mechelen · Nijswiller · Partij-Wittem · Reijmerstok · Slenaken · Wahlwiller · Wijlre

Gehuchten en buurtschappen: Beertsenhoven · Berghem · Berghof · Beutenaken · Billinghuizen · Bissen · Bommerig · Broek · Cartils · Crapoel · Dal · Diependal · Elkenrade · Elzet · Eperheide · Etenaken · Euverem · Eyserhalte · Eyserheide · Gracht Burggraaf · Heijenrath · Helle · Hilleshagen · Höfke · Hoogcruts · Hurpesch · De Hut · Ingber · Kapolder · Kleeberg · Klein-Kullen · Klein-Kuttingen · Kosberg · Kuttingen · Landsrade · Overeys · Overgeul · Partij · Pesaken · De Piepert · Plaat · Schilberg · Schweiberg · Sinselbeek · Stokhem · Terpoorten · Terziet · Trintelen · Waterop · Wittem

Limburg: Steden en dorpen      Nederland: Provincies · Gemeenten